# Liste der Baudenkmäler in Obersendling
Auf dieser Seite sind die Baudenkmäler im Münchner Stadtteil Obersendling im Stadtbezirk 19 Thalkirchen-Obersendling-Forstenried-Fürstenried-Solln aufgelistet. Zu diesen Baudenkmälern gibt es auch eine Bildersammlung und ein Fotoalbum mit ausgewählten Bildern.
Diese Liste ist Teil der Liste der Baudenkmäler in München. Grundlage ist die Bayerische Denkmalliste, die auf Basis des bayerischen Denkmalschutzgesetzes vom 1. Oktober 1973 erstmals erstellt wurde und seither durch das Bayerische Landesamt für Denkmalpflege geführt und aktualisiert wird. Die folgenden Angaben ersetzen nicht die rechtsverbindliche Auskunft der Denkmalschutzbehörde.

Baudenkmäler oberhalb der Isarhangkante und östlich der Bahnlinie, die zum Stadtbezirksteil Thalkirchen gehören, findet man in der Liste der Baudenkmäler in Thalkirchen.

## Ensembles

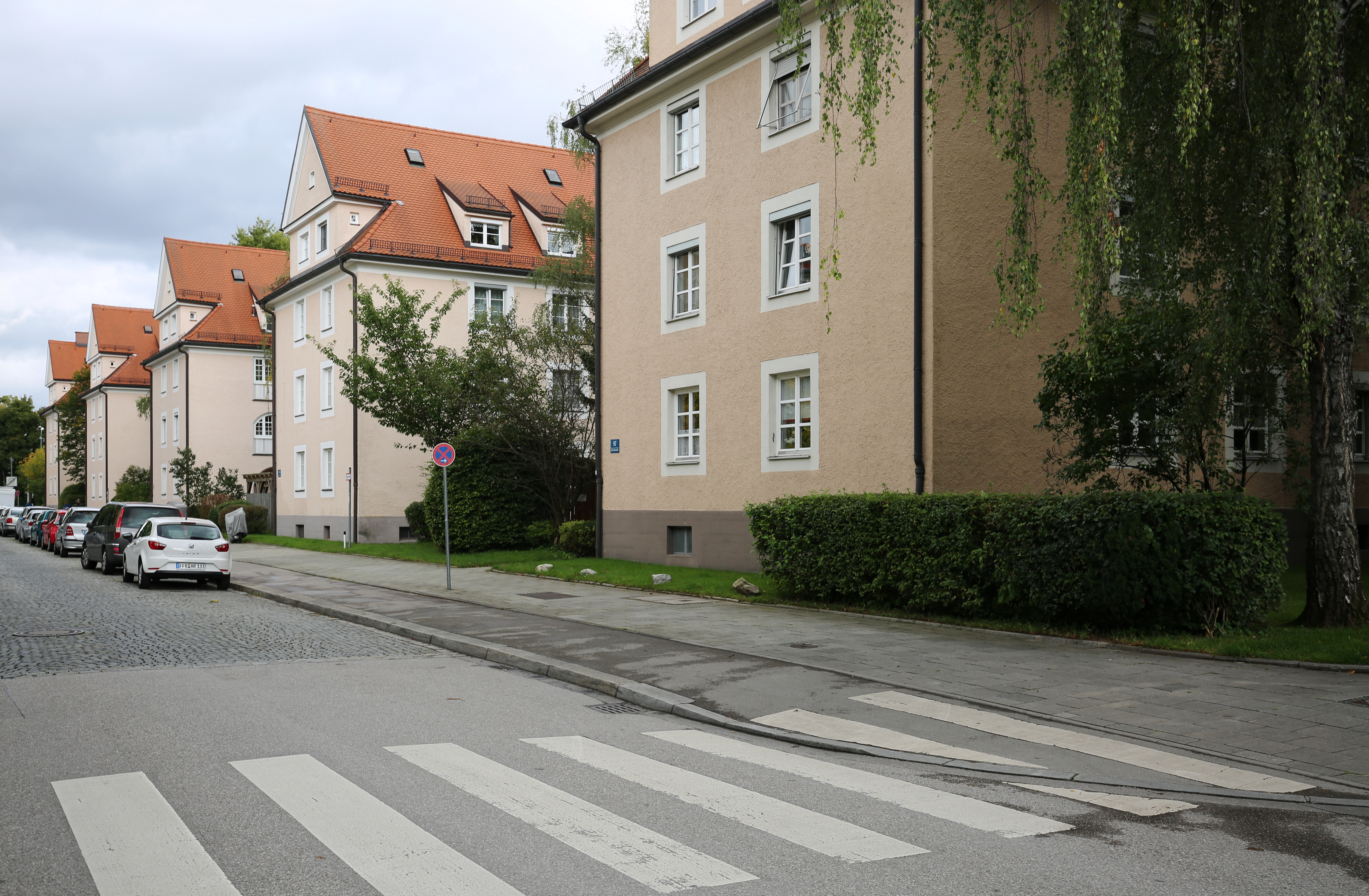
Wohnanlage Zielstattstraße-Nelkenweg. Weitere Bilder

- Wohnanlage Zielstattstraße-Nelkenweg. Für den Verein zur Verbesserung der Wohnungsverhältnisse in München e. V. (ab 1961 „Gemeinnütziger Wohnungsverein München 1899 e. V.“) entwarf Theodor Fischer 1918 eine dreiteilige Siedlungsanlage in Obersendling, von der jedoch nur der nördlichste Abschnitt unter Oberaufsicht von Johann Mund und unter Mitwirkung von Paul Wenz (Reihenhäuser am Nelkenweg) bis 1927 ausgeführt wurde. Das Angebot war differenzierter als es von Theodor Fischer in der Wohnsiedlung Alte Heide verwirklicht wurde: Vierteilig in Nord-Süd-Richtung länger gestreckte Blöcke schirmen nach Osten und Westen ab und nehmen auf der Nordseite zweiteilig kürzere Blöcke parallel zwischen sich, nach Süden öffnet sich dagegen eine niedrige Kette von schmalen Reihenhäusern für je eine, in den Flankenbauten je zwei Familien, mit jeweils eigenem Garten: Kompaktes Blockwohnen und, wenn auch bescheidenes, Wohnen im Reihenhaus wird somit zusammengeordnet. Die stilistische Gesamthaltung bleibt bei aller Einfachheit konservativ. (E-1-62-000-68)

## Einzelbauwerke
| Lage                                                | Objekt                                             | Beschreibung | Akten-Nr.        | Bild                                              |
| --------------------------------------------------- | -------------------------------------------------- | --- | ---------------- | ------------------------------------------------- |
| Aidenbachstraße 87/87a/89–99 (ungerade) (Standort)  | Wohnblock                                          | Neue Sachlichkeit, 1928/29 vom Emil Freymuth; erster und einzig realisierter Bauabschnitt der ursprünglich größer geplanten Siedlung Freiland. | D-1-62-000-118   | weitere Bilder                                    |
| Baierbrunner Straße 2 (Standort)                    | Mietshaus                                          | Neurenaissance, 1902; Gruppe mit Boschetsrieder Straße 47. | D-1-62-000-548   | Mietshaus                                         |
| Baierbrunner Straße 4 (Standort)                    | Mietshaus                                          | neubarock, mit Lisenen und Zwerchgiebel, um 1900 | D-1-62-000-549   | Mietshaus                                         |
| Baierbrunner Straße 6 (Standort)                    | Mietshaus                                          | Neurenaissance-Eckbau, mit Zwerchgiebel, bezeichnet 1901, von Alois Lechleiter. | D-1-62-000-550   | Mietshaus                                         |
| Baierbrunner Straße 54, Hofmannstraße 51 (Standort) | Verwaltungs-Hochhaus der Firma Siemens             | 23-geschossiger Stahlbetonskelettbau mit quadratisch gerasterter, an den Gebäudeecken nicht zusammenstoßender Aluminium-Glas-Vorhangfassade; mit Großraumbüros um inneren Erschließungs- und Funktionskern; Vollklimatisierung; 1961–64 nach Plänen des Architekten Hans Maurer und der Bauabteilung der Siemens AG als markanter Hochhausquader (75 m Höhe) nach amerikanischem Vorbild errichtet.                                         | D-1-62-000-7950  | weitere Bilder                                    |
| Boschetsrieder Straße 44 (Standort)                 | Freistehendes Mietshaus                            | neubarock, 1897 von Heilmann & Littmann | D-1-62-000-934   | Freistehendes Mietshaus                           |
| Boschetsrieder Straße 47 (Standort)                 | Mietshaus                                          | mit Gaststätte, Neurenaissance-Eckbau, 1899 von Alois Lechleiter; Gruppe mit Baierbrunner Straße 2 | D-1-62-000-935   | Mietshaus                                         |
| Boschetsrieder Straße 68 (Standort)                 | Hochbunker                                         | Siebengeschossiger Turm über quadratischem Grundriss mit Zeltdach über Konsolgesims, Eckrustizierung und Freitreppe an der Westseite, 1941 nach Plänen von Karl Meitinger als Luftschutzturm Nr. 36 errichtet; an der Ostseite des Albert-Bayerle-Platzes. | D-1-62-000-7835  | weitere Bilder                                    |
| Gmunder Straße 1 (Standort)                         | Mietshaus                                          | neubarock, mit Putzgliederung und Lisenen, um 1900 | D-1-62-000-2200  | Mietshaus                                         |
| Gmunder Straße 32 (Standort)                        | Ehemalige Fabrikhalle der Eisenwerk München A. G.  | Sogenannte Zeppelinhalle, langgestreckter Satteldachbau mit mehrfach geknicktem Dach und östlicher Fachwerkfassade mit Stichbogenfenstern, im Innern dreischiffig, mit einer Tragkonstruktion aus Eisenfachwerk, von Carl Vent und Albert Schmidt, 1899/1900, Umbau zu Straßenbahndepot, 1911/12, nach Schäden im Zweiten Weltkrieg Westfassade und nördliche Anbauten verändert wiederhergestellt, nachträglich Ein-, An- und Unterbauten. | D-1-62-000-8565  | Ehemalige Fabrikhalle der Eisenwerk München A. G. |
| Hofmannstraße 20 (Standort)                         | Mietshaus                                          | Jugendstil, mit reichem Stuckdekor (Maske im Zwerchgiebel), 1901 von Karl Fendt. | D-1-62-000-2736  | weitere Bilder                                    |
| Hofmannstraße 24 (Standort)                         | Mietshaus                                          | barockisierend, mit Lisenengliederung, 1900 | D-1-62-000-2737  | Mietshaus                                         |
| Hofmannstraße 30 (Standort)                         | Mietshaus                                          | neubarock, mit Lisenengliederung, 1901 von Karl Klinger | D-1-62-000-2738  | Mietshaus                                         |
| Hofmannstraße 34 (Standort)                         | Freistehendes Mietshaus                            | neubarock, 1900 von Eduard Schmucker | D-1-62-000-2739  | Freistehendes Mietshaus                           |
| Hofmannstraße 43 (Standort)                         | Mietshaus                                          | Neurenaissance-Eckbau, mit Pilastergliederung, 1900–01 | D-1-62-000-2740  | weitere Bilder                                    |
| Maisinger Platz 22 (Standort)                       | St. Joachim                                        | Katholische Pfarrkirche, Kirchenraum über ovalem Grundriss, mit flacher Gewölbeschale, nierenförmig geschwungener Orgelempore und hohen Lamellenfenstern, 1955/56 von Franz Berberich und Oskar Haßlauer; Glockenturm mit hohem Spitzhelm, Eingang mit weit vorspringendem Dach; mit Ausstattung. | D-1-62-000-7906  | weitere Bilder                                    |
| Siemensallee 61 (Standort)                          | Eingangsgebäude des Hermann-von-Siemens-Sportparks | erdgeschossiger Flachdachbau mit Wohnteil und offenem Bereich, mit Höfe umgrenzenden Mauerzügen, von Rudolf Ortner und Hans Maurer, 1959/60 | D-1-62-000-11017 | weitere Bilder                                    |
| Zielstattstraße 6 (Standort)                        | Schießstätte der HSG München                       | Erbaut als Schießstätte der Königlich privilegierten Haupt-Schützengesellschaft München auf dem Sendlinger Oberfeld; neubarockes, asymmetrisch gruppiertes Hauptgebäude, 1892–93 von Paul Pfann und Günther Blumentritt; Vorgarten mit Standbild. | D-1-62-000-7750  | weitere Bilder                                    |
| Zielstattstraße 51/53/55 (Standort)                 | Reihenhausgruppe aus drei Einfamilienhäusern       | zweigeschossige Satteldachbauten im Heimatstil mit reicher Putzgliederung, von Gustav Steinlein, 1909 | D-1-62-000-9932  | weitere Bilder                                    |

## Siemens-Siedlung

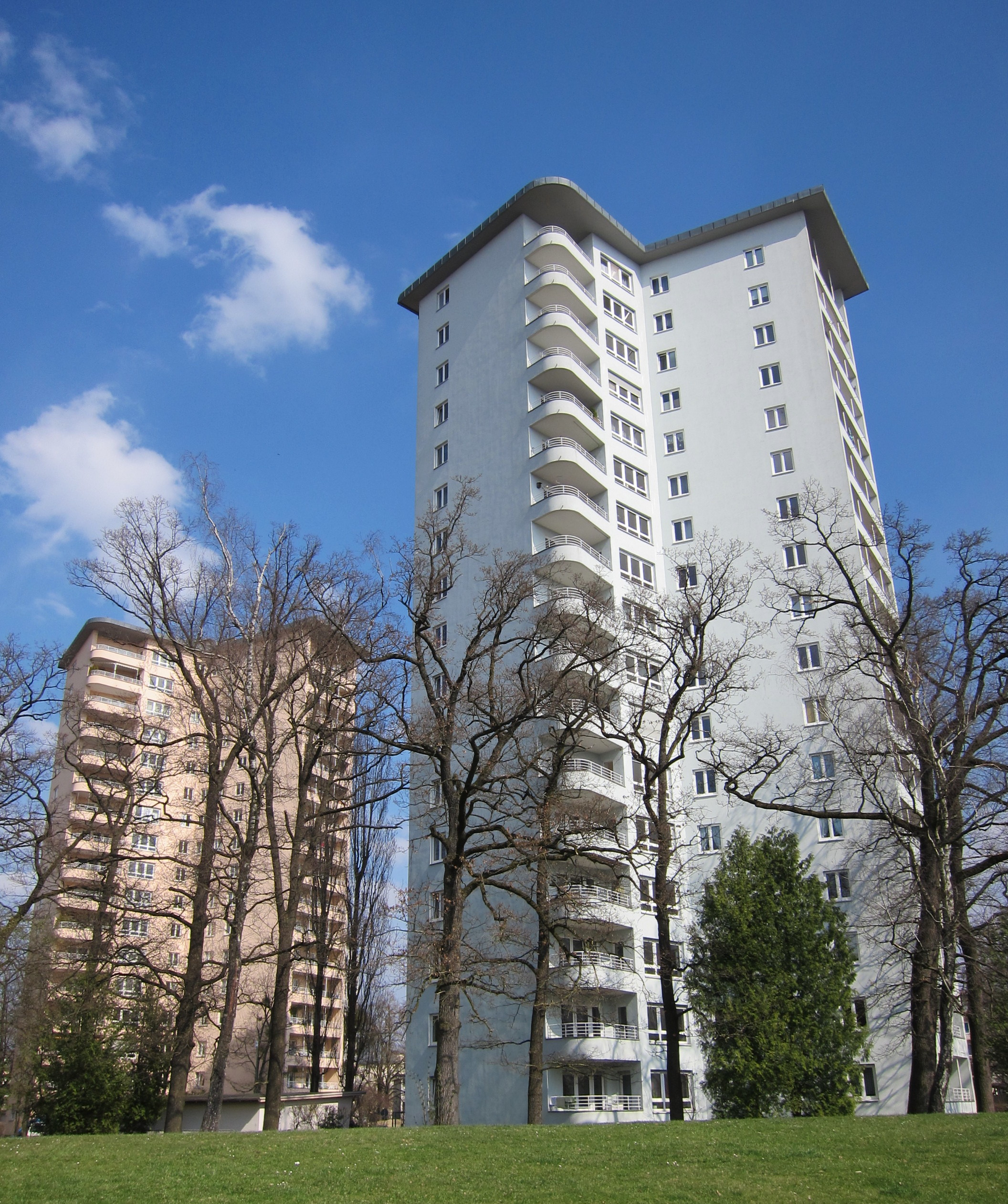
Sternhäuser der Siemens-Siedlung

Die Siemens-Siedlung an der Boschetsrieder Straße 118 in München-Sendling wurde für Werkswohnungen der Siemens Wohnungs-Gesellschaft m.b.H. gebaut. Sie war die erste Wohn-Hochhaus-Siedlung in Bayern und Süddeutschland, 1952–54 nach Plänen des Architekten Emil Freymuth errichtet an der Halske-, Leo-Graetz-, Schuckert- und Zielstattstraße.
In der seit 1950 geplanten Großsiedlung wurden drei Wohnhochhäuser (zwei 17-geschossige Punkthochhäuser über sternförmigem Grundriss, sog. Sternhaus I und II, eine 12-geschossige Hochhausscheibe) mit zehn Wohnblocks in Zeilenbauweise (in sieben Varianten mit zwei, drei, vier und fünf Geschossen) sowie einer erdgeschossigen Ladenzone kombiniert.
Sie ist eine beispielhafte Verbindung von zweckorientiertem und landschaftsverbundenem Bauen mittels Anordnung von Baublöcken der verschiedensten Volumen in räumlicher Gliederung auf ausgiebiger Grünfläche unter Fernhaltung des Durchgangsverkehrs.
Als Siedlung von besonderer stadträumlicher Qualität (u. a. Dominanten-, Merkzeichen- und Orientierungsfunktion der Hochhäuser) wie architektonischer Gestaltung (trotz Differenzierung der Baumassen nach Höhe, Länge, Form und Ausrichtung Einheitlichkeit in der Wirkung durch konsequente Durchgestaltung der Fassaden; großzügige Verwendung von Freisitzen, die den Wohnseiten der Hochhäuser einen offenen Charakter
geben; Nutzung der Freisitze auch als Gestaltungsmittel; durchgängige Anwendung des Flachdaches) auch Großwohnanlage mit Gemeinschaftseinrichtungen (Fernheizzentrale, Wäscherei, Fernsprech-Selbstwähldienst, Kinderspielplätze, Tennisplätze, Garagen, Ladenzeile) und für die Erbauungszeit hohem technischem Standard (u. a. differenzierte Beheizungssysteme, Müllschluckanlage, Gemeinschaftsantennen, Gegensprechanlage).
Die Siedlung umfasst 528 Wohnungen von 35 bis etwa 114 m² mit ein bis viereinhalb Zimmern; die Wohnungen sind in 14 Baukörpern mit 45 Häusern untergebracht. Eine 1952 nach Osten geplante Erweiterung bis zur Steinmetzstraße wurde nicht mehr ausgeführt.
Konstruktion: Außenwände Gitterziegel oder Kupholitsteine, Massivdecken mit Fertigbetonteilen; Hochhausscheibe in Schottenbauweise, tragende Schottenwände aus Stahlbeton, mit nach oben abnehmender Bewehrung, nichttragende Außenwände Kupholitsteine; gleiche Konstruktion bei den Sternhäusern, deren obere sieben Geschosse aus Gitterziegeln gemauert. Bei den Hochhäusern Leichtmetallfenster, zum Teil als Schwingflügel. (Denkmalliste S. 315; Az.: D-1-62-000-7836)
| Lage                                                                      | Objekt                             | Beschreibung | Akten-Nr.       | Bild                               |
| ------------------------------------------------------------------------- | ---------------------------------- | --- | --------------- | ---------------------------------- |
| Schuckertstraße 14 (Standort)                                             | Sternhaus I                        | 17-geschossiges Punkthochhaus über sternförmigem Grundriss, 51 m hoch; um einen zentralen Erschließungskern mit Treppenhaus, Fahrstühlen und Müllabwurfschacht sind pro Geschoss drei Wohnungen so angeordnet, dass eine größtmögliche Abgeschlossenheit gewährleistet ist (Konzept von Emil Freymuth: Das Einfamilienhaus im Stockwerkbau), d. h. pro vorspringendem Trakt je eine Wohnung; Wohnungsgrößen : 3½-Zimmer-Wohnungen bzw. 2 Zimmer und 3 Kammern; Stirnseite des Südflügels ganz in Loggien aufgelöst, die Südwest- bzw. Südostkanten der Ost- und Westflügel in ihrer ganzen Höhe lamellenartig aufgelöst durch die um die Hauskante herumgeführten Rundungen der Freisitzkragplatten und geschlossenen Brüstungen. Hohe gestalterische Qualität durch markant rhythmisierte Fenstergruppierungen, fast putzbündig in die Wände eingeschnittenen Fensteröffnungen ohne Putzrahmung, durch die schlanken Säulen, die die Loggien netzartig strukturieren, durch die Belichtungsöffnungen der Treppenhäuser als schmale vertikale Glasachsen; keine Sockelwirkung des Kellergeschosses (doppelte Unterkellerung), Flachdach. | D-1-62-000-7836 | Sternhaus I                        |
| Schuckertstraße 13 (Standort)                                             | Sternhaus II                       | Vergleiche Sternhaus I, hier aber geringeres Volumen aufgrund unterschiedlicher Wohnungsgrößen, d. h. kürzere Flügel mit je drei 2½-Zimmer-Wohnungen pro Geschoss. | D-1-62-000-7836 | Sternhaus II                       |
| Leo-Graetz-Straße 3/5/7/9 (Standort)                                      | Hochhausscheibe                    | Hochhausgruppe, mit 12 Geschossen an der Südseite (Wohnseite), 13 Geschossen an der Nordseite mit den Eingängen und Aufzugsvorbauten; das Terrassengeschoss mit Einraum-Wohnungen, sonst Wohnungen mit eineinhalb bis viereinhalb Zimmern; Südfassade im Wechsel von Loggien und Fensterbändern konsequent rhythmisch durchgestaltet; Stirnseite wandartiger geschlossen, dabei ebenfalls mit Loggien; Fenster in Leichtmetall, teils als horizontale Schwingflügel; kleine Balkone nach Westen; Eingänge mit abgerundeten, weit vorkragenden Dächern. | D-1-62-000-7836 | Hochhausscheibe                    |
| Leo-Graetz-Straße 1 (Standort)                                            | Anbau Wäscherei und Heizungsanlage | Fünfgeschossiger Trakt mit zweigeschossigem Anbau an das Hochhaus nordöstlich angeschlossen, Heizungsanlage und Wäscherei, auch Wohnhaus. | D-1-62-000-7836 | Anbau Wäscherei und Heizungsanlage |
| Leo-Graetz-Straße, südlich vor der Hochbaugruppe im Park (Standort)       | Statue                             | Der Schauende, Plastik von Joachim Berthold, 1955 | D-1-62-000-7836 | Statue                             |
| Halskestraße 1/3/5/7/9/11 (Block 1) (Standort)                            | Fünfgeschossiger Wohnblock         | Zu sechs Hauseinheiten in Zeilenbauweise, in Nord-Süd-Richtung orientiert bei leichter Achsenverschiebung in Ostwest-Richtung, Hauseingangsseite an der Ostseite mit Loggien für Küche und Schlafzimmer, Westseite: Wechsel von Wohn- und Balkonachsen bei sägeschnittförmiger Verzahnung der Fassade, den abgerundeten Balkonen entsprechend ausschwingende Dachformen. | D-1-62-000-7836 | Fünfgeschossiger Wohnblock         |
| Schuckertstraße 2/4/6/8 (Block 2) (Standort)                              | Fünfgeschossiger Wohnblock         | Zu vier Hauseinheiten in Zeilenbauweise, in Nordsüd-Richtung orientiert bei geringer Schrägstellung, an der geradlinigen Fassade überwiegen die Wohnachsen gegenüber den Freisitzachsen. | D-1-62-000-7836 | Fünfgeschossiger Wohnblock         |
| Schuckertstraße 10/12 (Block 3) (Standort)                                | Zweigeschossiger Wohnblock         | östliche Eingangsseite mit Küchenloggien, Westfassade mit abgeschrägten Balkonen | D-1-62-000-7836 | Zweigeschossiger Wohnblock         |
| Schuckertstraße 7/9/11 (Block 4) (Standort)                               | Dreigeschossiger Wohnblock         | in Ostwest-Richtung, mit in die Fassade schräg einbeschriebenen Balkonen an der Südseite | D-1-62-000-7836 | Dreigeschossiger Wohnblock         |
| Schuckertstraße 1/3/5 (Block 5) (Standort)                                | Fünfgeschossiger Wohnblock         | in Nordsüd-Richtung bei geringer Schrägstellung, mit aus der Achse gerücktem Bauteil an der Südseite, geradlinige Fassade mit vorgezogenen Freisitzen | D-1-62-000-7836 | Fünfgeschossiger Wohnblock         |
| Leo-Graetz-Straße 4/6, Zielstattstraße 121/123/125 (Block 6) (Standort)   | Viergeschossiger Wohnblock         | in Nordsüd-Richtung mit aus der Achse gerücktem fünfgeschossigem Kopfbau am Nordende, Wechsel von Wohn- und Balkonachsen bei sägeschnittförmiger Verzahnung der Fassade, den abgerundeten Balkonen entsprechend ausschwingende Dachformen | D-1-62-000-7836 | Viergeschossiger Wohnblock         |
| Leo-Graetz-Straße 8/10, Zielstattstraße 127/129/131 (Block 7) (Standort)  | Viergeschossiger Wohnblock         | annähernd typengleich mit Block 6, vergleiche dort | D-1-62-000-7836 | Viergeschossiger Wohnblock         |
| Leo-Graetz-Straße 12/14, Zielstattstraße 133/135/137 (Block 8) (Standort) | Viergeschossiger Wohnblock         | annähernd typengleich mit Block 6, vergleiche dort | D-1-62-000-7836 | Viergeschossiger Wohnblock         |
| Zielstattstraße 139/141/143 (Block 9) (Standort)                          | Viergeschossiger Wohnblock         | in Nordsüd-Richtung, mit durchgehenden Loggien an der Westseite | D-1-62-000-7836 | Viergeschossiger Wohnblock         |
| Zielstattstraße 145/147 (Block 10) (Standort)                             | Dreigeschossiger Wohnblock         | in Ostwest-Richtung, mit durchgehenden Loggien an der Südseite | D-1-62-000-7836 | Dreigeschossiger Wohnblock         |
| Boschetsrieder Straße 118 (Standort)                                      | Ladenzeile                         | erdgeschossiger Trakt in Ostwest-Richtung mit rechtwinklig angesetztem Kopfteil an der Westseite | D-1-62-000-7836 | Ladenzeile                         |

## Ehemalige Baudenkmäler
In diesem Abschnitt sind Objekte aufgeführt, die früher einmal in der Denkmalliste eingetragen waren, jetzt aber nicht mehr. Objekte, die in anderem Zusammenhang also z. B. als Teil eines Baudenkmals weiter eingetragen sind, sollen hier nicht aufgeführt werden. Aktennummern in diesem Abschnitt sind ehemalige, jetzt nicht mehr gültige Aktennummern. 

| Lage                           | Objekt | Beschreibung                                          | Akten-Nr. | Bild |
| ------------------------------ | ------ | ----------------------------------------------------- | --------- | ---- |
| Aidenbachstraße 87b (Standort) |        | Neubau von 1970; 1993 aus der Denkmalliste gestrichen |           | BW   |